# Torre del Comune

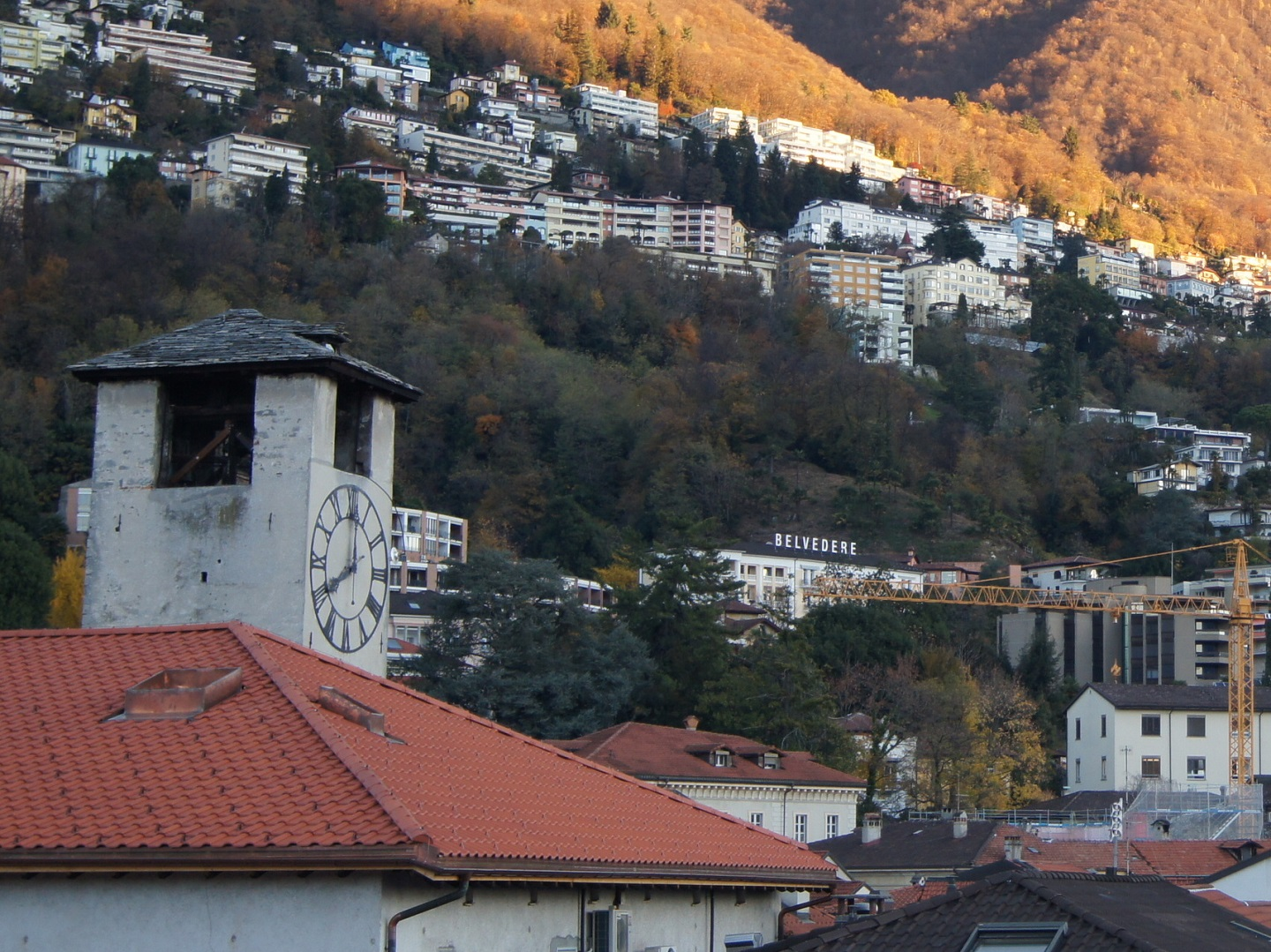
Ansicht von Westen

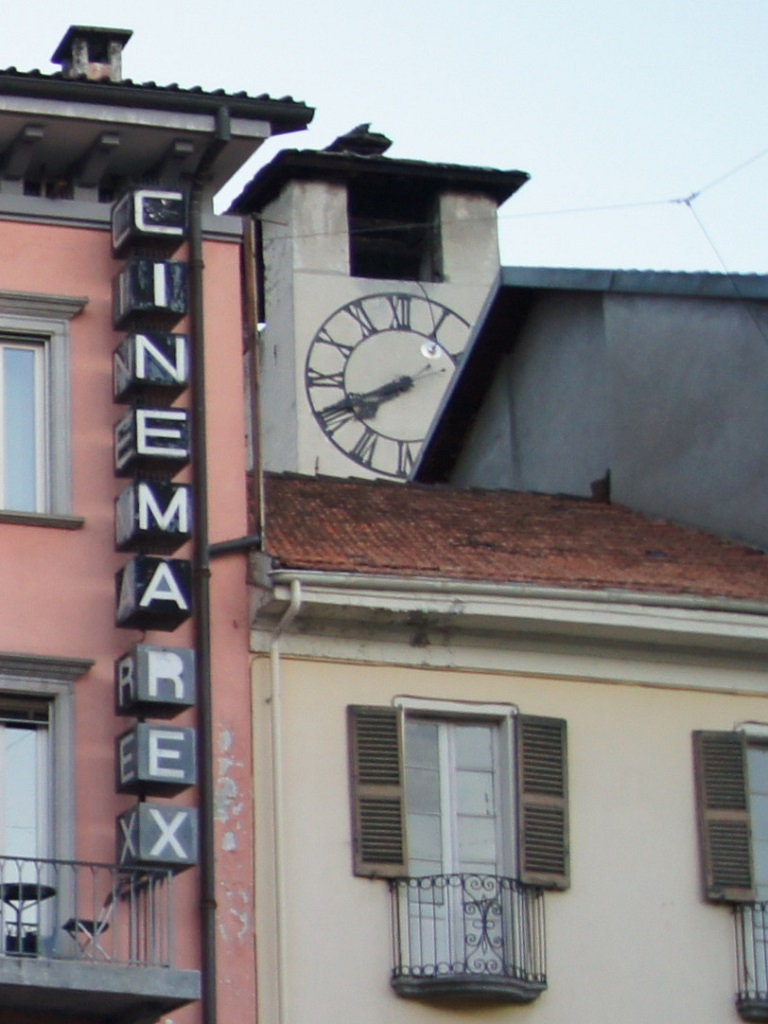
Ansicht von der Piazza Grande

Der Torre del Comune oder Torre di Piazza (Gemeindeturm bzw. Turm des Platzes) ist ein Uhr- und Glockenturm in der Altstadt von Locarno im schweizerischen Kanton Tessin. Das mittelalterliche Bauwerk ist ein geschütztes Kulturgut von regionaler und kantonaler Bedeutung.

## Beschreibung und Lage
Der Turm ist schlank und hat fünf Stockwerke, die Grundfläche misst 4,15 mal 5,6 Meter. An drei Seiten sind heute Wohngebäude angebaut. Bauuntersuchungen wurden nicht durchgeführt, die grossen behauenen Buckelquader an den Gebäudekanten lassen auf einen Sockel des 12. oder 13. Jahrhunderts schliessen. Nachdem die Visconti im Jahre 1342 in Locarno die Macht übernommen hatten, wurde der Turm im Spätmittelalter auf seine jetzige Höhe aufgestockt. Später erhielt er ein Zifferblatt, das zum Hauptplatz Piazza Grande zeigt. Da dort die Häuser vielfach aufgestockt wurden, ist seine Uhr heute nur bedingt oder aus grösserer Entfernung einsehbar.
Der Turm steht nicht direkt am grossen Platz der Stadt, sondern etwa 25 Meter westlich an einer Gasse Vicolo alla Torre, die nach dem Bauwerk benannt wurde.